# 邵一鸣
邵一鸣（1957年—），男，汉族，中华人民共和国艾滋病预防控制专家，中国疾病预防控制中心性病艾滋病预防控制中心病毒与免疫研究室主任，中国共产党党员，第十、十一、十二届全国政协委员。

## 生平
2008年，当选第十一届全国政协委员，代表医药卫生界，分入第四十六组。